# 爱德华·埃弗里特
爱德华·埃弗里特（英語：Edward Everett，1794年4月11日—1865年1月15日），美国政治家，波士顿人， 曾任马萨诸塞州州长、哈佛大学校长和美国国务卿。
爱德华·埃弗里特的父亲是牧师，早年在哈佛大学接受教育。并于波士顿的一个街道教会担任过牧者，后赴哈佛大学任教。该职位包括了在欧洲进行两年的预备学习过程，因而埃弗里特在哥廷根大学学习了两年，又在欧洲各地游历了两年。在哈佛教授古典希腊语之后，他开始从政。 他在美国国会任职十年，后赢得马萨诸塞州州长的选举。
| 前任： 塞缪尔·图雷利·阿姆斯特朗 | 马萨诸塞州州长 1836年-1840年 | 繼任： 马库斯·莫顿     |
| 前任： 乔赛亚·昆西三世          | 哈佛大学校长 1846年-1849年   | 繼任： 贾里德·斯帕克斯 |
| 前任： 丹尼尔·韦伯斯特          | 美国国务卿 1852年-1853年     | 繼任： 威廉·L·马西     |